# Kayanu Hime Corona
Kayanu Hime Corona est une corona, formation géologique en forme de couronne, située sur la planète Vénus par 33,5° N et 57° E. Elle est localisée dans le quadrangle de Bell Regio. Elle a été nommée en référence à Kayanu Hime, déesse du grain shintoïste. 

## Géographie et géologie
Kayanu Hime Corona couvre une surface circulaire d'environ 150 km de diamètre. 